# ヴァルトハイム

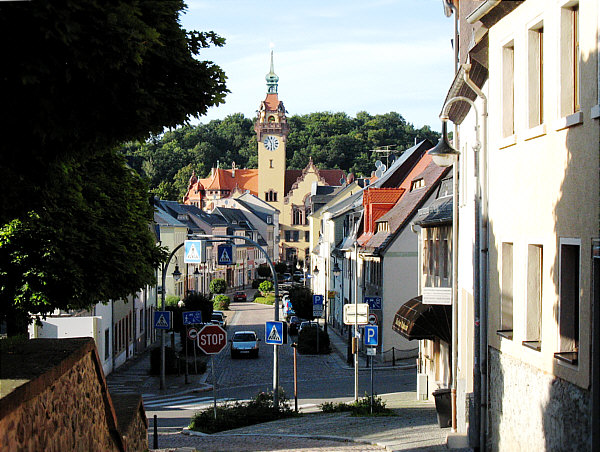
ヴァルトハイム

ミッテルザクセン郡の位置

ヴァルトハイム（ドイツ語: Waldheim）は、ドイツザクセン州ケムニッツ行政管区ミッテルザクセン郡の町である。
チョーパウ川に面し、ケムニッツの北28kmに位置する。住民構成は上部ドイツ語のうち東フランケン語（上部フランケン語）を言語とするフランケン人が多い。